# Stéphanie Foretz
Stéphanie Foretz (sinh ngày 3 tháng 5 năm 1981 tại Issy-les-Moulineaux, Hauts-de-Seine) là 1 vận động viên tennis đên từ Pháp. Vào ngày 24 tháng 2 năm 2003, Foretz Gacon đạt được vị trí cao nhất trong sự nghiệp là thứ 62 thế giới.
Trong năm 2009 cho chơi cho đội Boston Lobsters ở giải  World TeamTennis pro league.
Năm 2010, cô kết hôn với Benoit Gacon.

## Danh hiệu WTA (0)

### Vô địch đôi nữ (1)
- 2010: Marseille (với Eva Birnerová)
- 2010: Saint-Gaudens (với Claire Feuerstein)

### Á quân đôi nữ (1)
- 2006: Antwerp (với Michaëlla Krajicek)

## Liên kết khác
- Official website Lưu trữ ngày 14 tháng 6 năm 2009 tại Wayback Machine
- Stéphanie Foretz tại Hiệp hội quần vợt nữ
- Stéphanie Foretz tại Liên đoàn quần vợt quốc tế

Bản mẫu:Top French female tennis players